# فيلهلم بورغسمولر
فيلهلم بورغسمولر (بالألمانية: Wilhelm Burgsmüller)‏ مواليد 18 يناير 1932 في دورتموند هو لاعب كرة قدم ألماني سابق

## روابط خارجية
- فيلهلم بورغسمولر على موقع قاعدة بيانات كرة القدم.إي يو (الإنجليزية)
- فيلهلم بورغسمولر على موقع بيانات كرة القدم. دي إي (الألمانية)